# El tocador de Ester
El tocador de Ester, Ester arreglándose o Ester preparándose para ser presentada al rey Asuero, es una pintura al óleo sobre lienzo de 1841 de Teodoro Chassériau. La pintura representa un momento del bíblico Libro de Ester, cuando la joven se prepara para encontrarse con el rey Asuero, gobernante de Persia, quien posteriormente la tomó como esposa. La pintura se conserva en el Museo del Louvre. Vincent Pomarède del Museo de Bellas Artes de Lyon lo ha descrito como "una de las [pinturas] más famosas del Louvre".

## Contexto
El tema deriva del Libro de Ester (2:8-9, 15), en el que el rey Asuero, habiendo repudiado a su esposa Vasti, busca una nueva reina. Ester, una doncella de gran belleza, encuentra el favor y protección de Hegai, el eunuco responsable de preparar a las mujeres para presentarlas al rey. Al ver a Ester, Asuero la elige como su esposa principal. Más tarde revela que es judía e intercede ante el rey para salvar la vida de los judíos del imperio.
Al elegir un tema bíblico como tema, es probable que Chassériau se inspirara en fuentes literarias más recientes. La obra Ester, producida por Jean Racine en 1689, ofrece una versión más casta de la elección de Ester, al tiempo que describe el artificio empleado por sus rivales para atraer la atención del rey. El exotismo del cuadro se acerca más a un poema de 1817 de Alfred de Vigny titulado Le Bain d'une dame romaine  y recuerda también a Les Orientales de Victor Hugo:
¿No tengo para ti, hermosa judía,
vacié lo suficiente mi serrallo?
El episodio rara vez había sido pintado antes. Solo se conocen dos versiones anteriores: una pintura del siglo XVII de Arent de Gelder y una obra del siglo XVIII de Jean-François de Troy. Dada la escasez de ilustraciones pictóricas de ese momento, Chassériau habría buscado pinturas de mujeres en su baño, incluidas representaciones de Venus, de las cuales había más ejemplos.

## Descripción
Esther se muestra sentada sobre una piel de tigre en el centro del lienzo, con los brazos por encima de la cabeza mientras recoge su largo cabello rubio. Preparándose para ofrecerse a la aprobación del rey, mantiene una pose que es "profundamente erótica en su tratamiento pictórico". Está desnuda hasta la cadera a excepción de un collar y un brazalete y pulseras en los brazos; sus piernas están envueltas en prendas de color blanco y rosa. A la izquierda, una sirvienta de piel oscura vestida de azul intenso trae accesorios y, a la derecha, Hegai, representado como el típico eunuco negro del harén orientalista decimonónico, vestido de rojo brillante, ofrece un joyero. Esther no mira a ninguno de los dos, la vista fija y concentrada hacia la izquierda. Detrás de ellos hay árboles y cielo.
Existen varios estudios preparatorios. Dos dibujos en el Louvre evidencian una composición inicialmente circular, un tondo como El baño turco que el maestro de Chassériau, Ingres, presentaría en 1862. Tales experimentos subrayan el deseo de Chassériau de encontrar motivos originales, como escribió junto a un dibujo en el momento: ". . . . Poner... la historia... del mundo de una manera nueva... permitiendo ver estas cosas hermosas una vez más presentándolas de una manera fresca. Mayo de 1841. Para mi cuadro Esther preparándose el baño". Los exuberantes accesorios y el colorido general deben algo a la admiración de Chassériau por Eugène Delacroix.
Los historiadores del arte enfatizaron mucho tiempo el afecto de Chassériau por sus hermanas y su influencia subconsciente en las figuras femeninas de su obra. Tal vez basándose en el recuerdo de la amante de Chassériau, Clémence Monnerot, quien dijo "Adèle tiene unos brazos magníficos; aparecen en todas partes", Jean-Louis Vaudoyer creía que la belleza de la hermana mayor del artista se podía encontrar en los "brazos musculosos, casi masculinos" de Ester. 

El baño turco, Jean-Auguste-Dominique Ingres, 1862, óleo sobre tabla. Los sensuales arabescos del desnudo femenino interesaron a Chassériau y a su maestro Ingres.

## Exotismo
La elección de una historia del Antiguo Testamento sobre una mujer joven en un harén sirvió a Chassériau como excusa para aprovechar los elementos orientalistas y románticos. La presencia de figuras exóticas y suntuosas joyas sirve para erotizar aún más la figura de Ester. Habiendo pintado previamente un Nacimiento de Venus y Susana y los viejos, Chassériau encontró otro tema que permitía una presentación francamente explícita del cuerpo femenino.
La pintura no se entendió completamente cuando se exhibió por primera vez en el Salón de París de 1842. Si los críticos reconocieron una insipidez en la expresión de Ester, un periodista se quejó "¿Pero por qué esa figura alargada, esos ojos salvajes, esa mirada feroz? No hay alma debajo de ese rostro..."— no supieron apreciar adecuadamente la originalidad de una historia bíblica re-imaginada de una manera erótica y romántica. La pintura más tarde inspiraría a pintores como François-Léon Benouville y Gustave Moreau. 
La toilette de Esther fue legado al Louvre en 1934 por el barón Arthur Chassériau, pariente lejano del artista, como parte de una donación que incluía la mayor parte de la obra del artista en su poder.